# Dwars door Drenthe 2014
La Dwars door Drenthe 2014, quarta edizione della corsa, valida come evento dell'UCI Europe Tour 2014 categoria 1.1, si svolse il 16 marzo 2014 su un percorso di 202,7 km. Fu vinta dall'italiano Simone Ponzi in 4h 31' 82" alla media di 44,82 km/h.
Furono 54 i ciclisti che completarono la gara.

## Squadre e corridori partecipanti
| N.      | Cod. | Squadra                         |
| ------- | ---- | ------------------------------- |
| 1-8     | BEL  | Belkin Pro Cycling Team         |
| 11-18   | LTB  | Lotto-Belisol                   |
| 21-28   | AND  | Androni Giocattoli-Venezuela    |
| 31-38   | BSE  | Bretagne-Séché Environnement    |
| 41-48   | CJR  | Caja Rural-Seguros RGA          |
| 51-58   | CCC  | CCC-Polsat Polkowice            |
| 61-68   | MTN  | MTN-Qhubeka                     |
| 71-78   | RVL  | RusVelo                         |
| 81-88   | TNE  | Team NetApp-Endura              |
| 91-98   | TNN  | Team Novo Nordisk               |
| 101-108 | UHC  | UnitedHealthcare Pro Cycling T. |
| 111-118 | YEL  | Neri Sottoli.it-Yellow Fluo     |
| 121-128 | WGG  | Wanty-Groupe Gobert             |

| N.      | Cod. | Squadra                          |
| ------- | ---- | -------------------------------- |
| 131-138 | VER  | Veranclassic-Doltcini            |
| 141-148 | TSV  | Topsport Vlaanderen-Baloise      |
| 151-158 | RIJ  | Cyclingteam De Rijke             |
| 161-168 | CJP  | Cyclingteam Jo Piels             |
| 171-178 | KOG  | Koga Cycling Team                |
| 181-188 | MET  | Metec-TKH Continental            |
| 191-198 | PVC  | Parkhotel Valkenburg Continental |
| 201-208 | RDT  | Rabobank Development Team        |
| 211-218 | GID  | Development T. Giant-Shimano     |
| 221-228 | OHR  | Team Øster Hus-Ridley            |
| 231-238 | LDT  | Leopard Development Team         |
| 241-248 | CUL  | Cult Energy Vital Water          |

## Ordine d'arrivo (Top 10)
| Pos. | Corridore          | Squadra          | Tempo    |
| ---- | ------------------ | ---------------- | -------- |
| 1    | Simone Ponzi       | Yellow Fluo      | 4h31'21" |
| 2    | Bert-Jan Lindeman  | Rabobank Dev.    | s.t.     |
| 3    | Tijmen Eising      | Metec-TKH        | s.t.     |
| 4    | Alessandro Bazzana | UnitedHealthcare | s.t.     |
| 5    | Erick Rowsell      | NetApp-Endura    | s.t.     |
| 6    | Andrea Fedi        | Neri Sottoli.it  | s.t.     |
| 7    | Joey van Rhee      | Jo Piels         | s.t.     |
| 8    | Berden de Vries    | Jo Piels         | s.t.     |
| 9    | Vegard Breen       | Lotto-Belisol    | s.t.     |
| 10   | Stig Broeckx       | Lotto-Belisol    | s.t.     |